# Tragtspinder
 Denne artikel bør gennemlæses af en person med fagkendskab for at sikre den faglige korrekthed.

Tragtspinderen er en familie af edderkopper. Der er to typer. Den ene type er ikke særlig farlig, mens den anden tarantel er årsag til mange dødsfald. Den farlige bor på det østlige Australien, og andre steder. Dens gift er livsfarlig, og hvis man bliver bidt, skal man omgående få bandager på, og øjeblikkelig til hospitalet. Mange mennesker i Australien bliver udsat for dette, og hvis man ikke får hjælp inden en time, er der risiko for at dø.
 Der er for få eller ingen kildehenvisninger i denne artikel, hvilket er et problem. Du kan hjælpe ved at angive troværdige kilder til de påstande, som fremføres i artiklen.

| Biologi | Spire Denne artikel om biologi er en spire som bør udbygges. Du er velkommen til at hjælpe Wikipedia ved at udvide den. |